# Library Journal
Le Library Journal est une publication commerciale américaine destinée aux bibliothécaires. 

## Histoire
La publication est fondée en 1876 par Melvil Dewey (connu pour être l'inventeur du système décimal Dewey). Elle rapporte des nouvelles sur le monde des bibliothèques, en mettant l'accent sur les bibliothèques publiques, propose des articles de fond sur des aspects de la pratique professionnelle et examine également le matériel et l'équipement liés à la bibliothèque. Chaque année depuis 2008, le Journal évalue les bibliothèques publiques et décerne des étoiles dans son programme Star Libraries.
Library Journal a le tirage le plus élevé de toutes les revues de bibliothéconomie — environ 100 000 selon Ulrich.
L'éditeur original de Library Journal est Frederick Leypoldt, dont la société est devenue RR Bowker. Reed International (plus tard fusionné avec Reed Elsevier) achète Bowker en 1985 et publie le Library Journal jusqu'en 2010, date à laquelle il a été vendu à Media Source Inc., propriétaire de la Junior Library Guild et du Horn Book Magazine.
Fondé en 1876 par Melvil Dewey, Library Journal s'est à l'origine déclaré « l'organe officiel des associations de bibliothèques d'Amérique et du Royaume-Uni », le titre original du journal était en effet American Library Journal, bien que le mot « American » ait été retiré du titre après la première année. Ses premiers numéros sont axés sur la croissance et le développement des bibliothèques, avec des articles de fond rédigés par des auteurs éminents tels que RR Bowker, Charles Cutter et Melvil Dewey, et se concentrant sur les programmes de catalogage, d'indexation et de prêt. Dans ses premiers numéros, Bowker discutait des principes de catalogage ; Cutter, créateur du système de classification expansive Cutter, a développé ses idées et le rédacteur en chef Dewey a fait des recommandations pour les premiers systèmes de circulation des bibliothèques. Initialement, Library Journal n'examinait pas les livres à moins qu'ils ne soient liés aux intérêts professionnels des bibliothécaires, mais ensuite, comme maintenant, le journal publie des articles sur le développement de la collection et des annonces d'éditeurs recommandant leurs prochains livres aux bibliothèques.